# Цаппонета
Цаппонета (італ. Zapponeta) — муніципалітет в Італії, у регіоні Апулія,  провінція Фоджа.
Цаппонета розташована на відстані близько 300 км на схід від Рима, 85 км на північний захід від Барі, 34 км на схід від Фоджі.
Населення — 3416 осіб (2014).
Щорічний фестиваль відбувається 12 вересня. Покровитель — Madonna della Misericordia.

## Демографія
Населення за роками:

Станом на 1 січня 2023 року в муніципалітеті офіційно проживали 393 іноземці з 15 країн, серед них 69 громадян країн Євросоюзу та 5 громадян України.

## Сусідні муніципалітети
- Черіньола
- Манфредонія
- Маргерита-ді-Савоя
- Тринітаполі